# Milícia

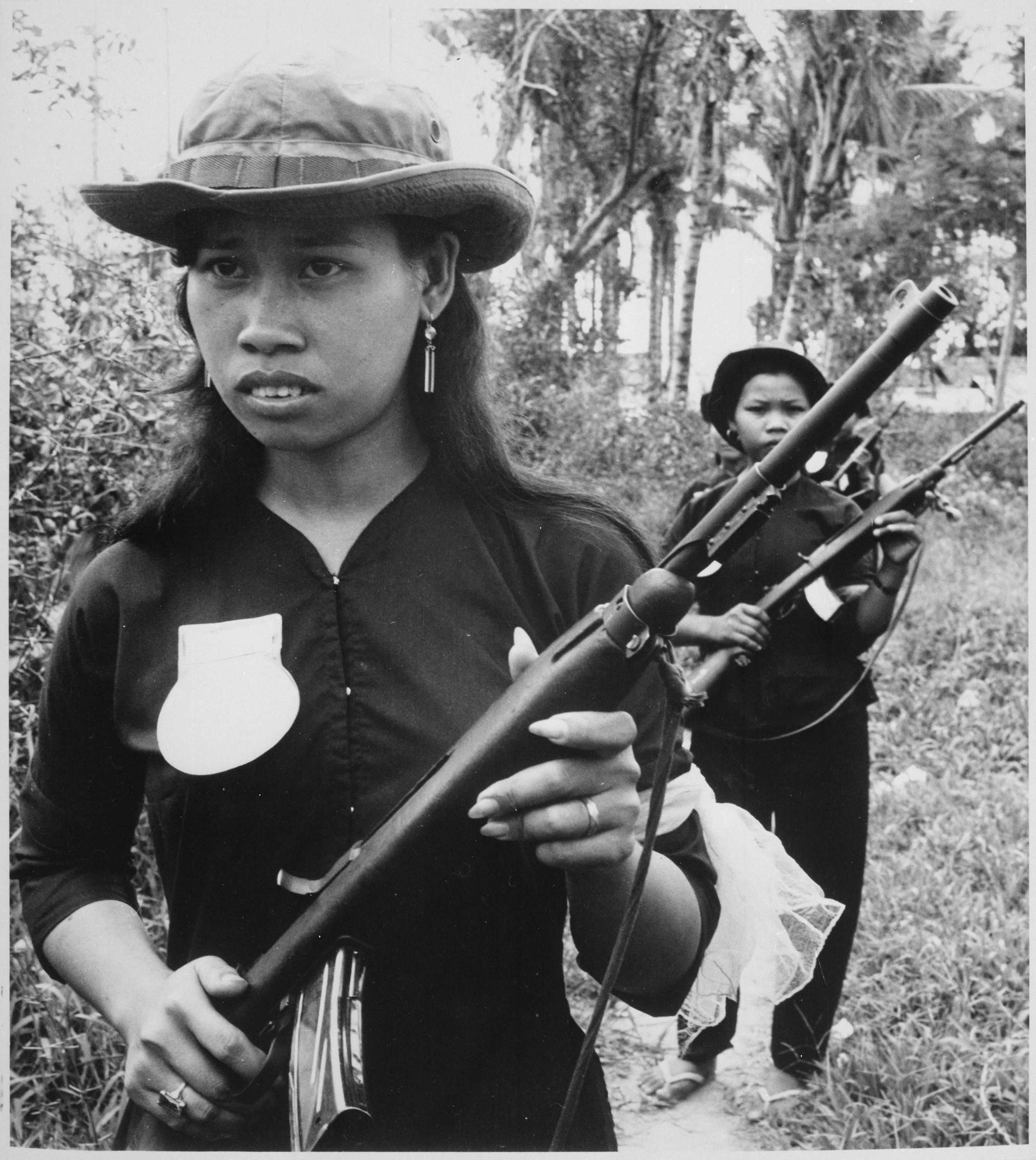
Voluntàries armades a la guerra de Vietnam.

Una milícia és un grup paramilitar format per ciutadans que s'uneixen per tal d'oferir serveis de defensa a un territori o a una ideologia.